# والتر هايتز
والتر هايتز (بالألمانية: Walter Heitz)(8 ديسمبر 1878 – 9 فبراير 1944) جنرال ألماني ، شارك في الحرب العالمية الأولى والثانية، واشتهر بقيادته VIII فيلق الجيش الألماني في معركة ستالينغراد، حيث أصبح أحد رموز العناد العسكري حتى بعد الحصار.

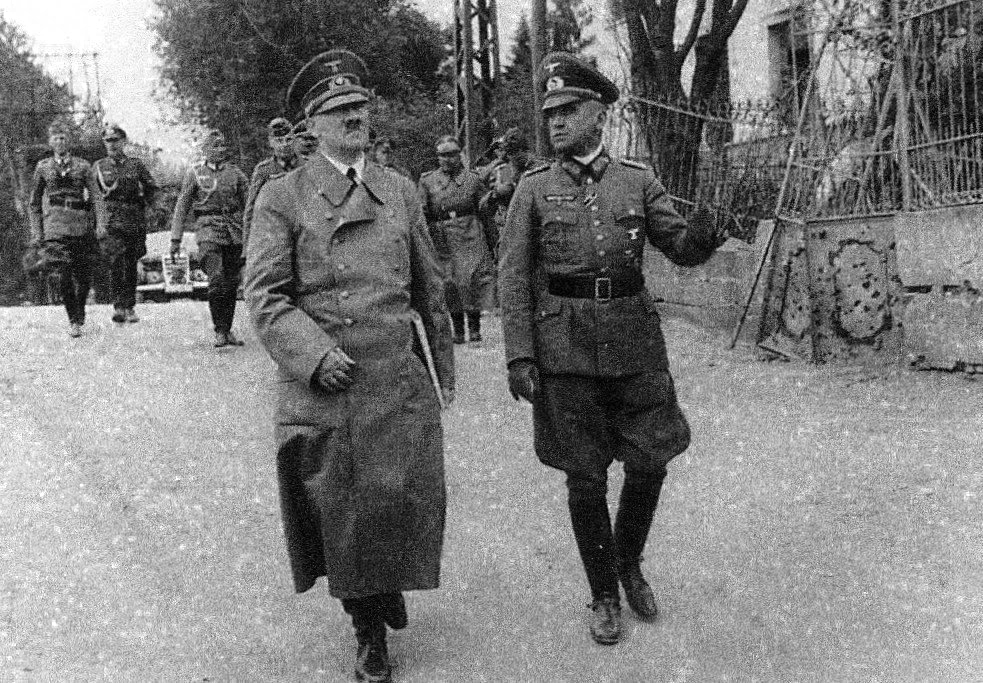
والتر هايتز والزعيم النازي أدولف هتلر

## النشأة والتعليم
وُلد في برلين وانضم إلى الجيش البروسي في 7 مارس 1898، وخدم كبطارية مشاة في الحرب العالمية الأولى ضمن لواء المدفعية الثامن والثلاثين. نال خلال الحرب وسام الصليب الحديدي من الدرجة الثانية أولاً ثم الأولى، وحصل أيضًا على وسام الفيرفيون القديم وكروس هامبورغ.

## بين الحربين العالميتين

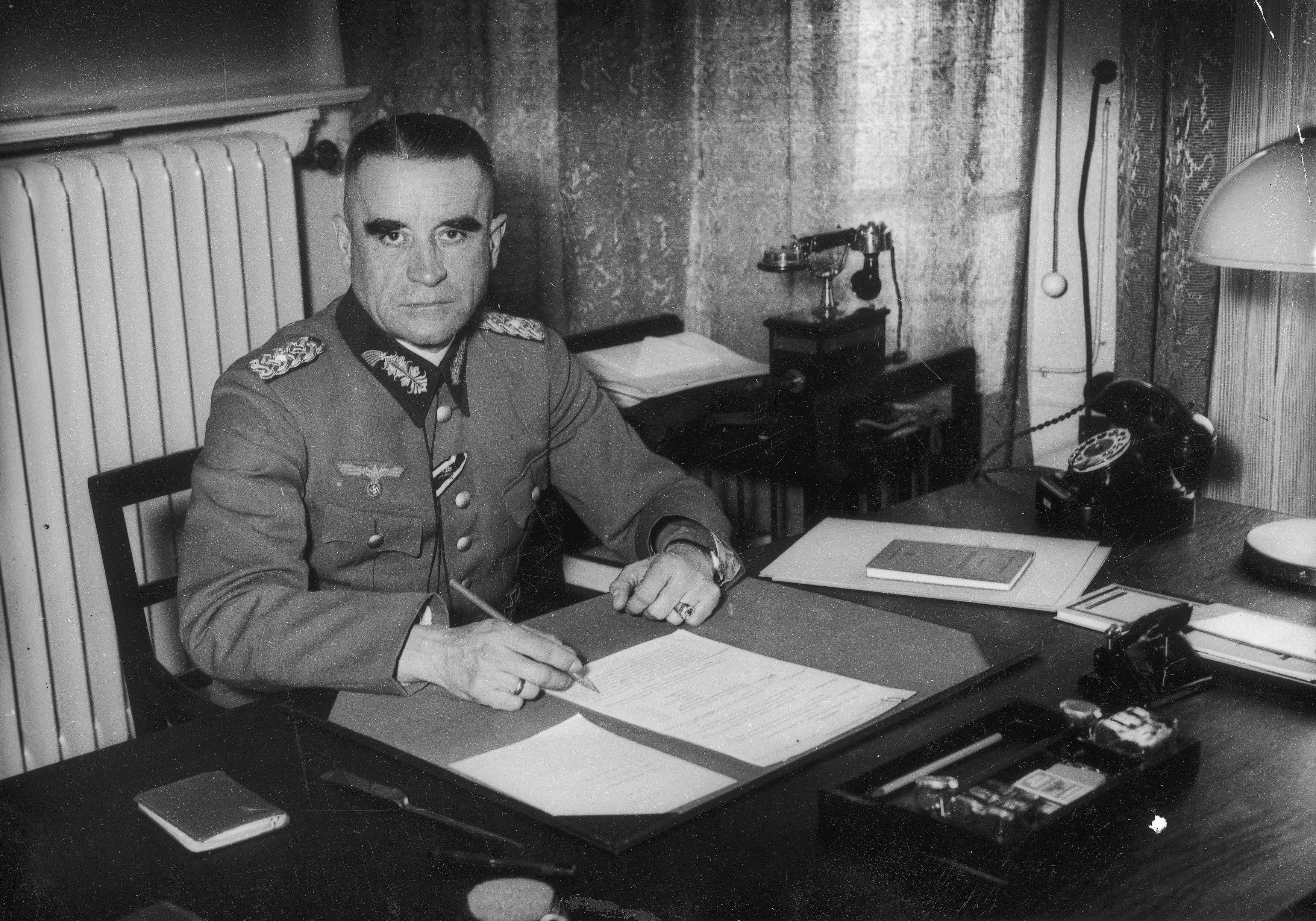
والتر هايتز في 1936

خدم في الرايخسفير ثم في الفيرماخت، وشغل مناصب قيادية داخل أكاديمية المدفعية وقيادة حصن كونيغسبرغ (1931‑1936). في أغسطس 1936 عُيّن رئيس المحكمة العسكرية العليا وهو منصب قضائي مرموق، وتمت ترقيته في إبريل 1937 إلى رتبة جنرال .

## الغزو والعصر النازي
- في سبتمبر 1939، رغم بلوغه 60 عامًا، قاد فيلق في غزو بولندا.
- في أكتوبر 1939 تم تعيينه قائداً لـVIII فيلق جيش في دانتسيغقام بقيادة الزحف على فرنسا وأمريكا الشمالية [5].
- حصل على نيشان فارس الصليب الحديدي مع أوراق البلوط في 4 سبتمبر 1940 تقديرًا لقيادته [6].

## معركة ستالينغراد
كان قائد VIII فيلق ضمن الجيش السادس تحت قيادֿة بوتس في معركة ستالينغراد في الفترة 1942‑1943. رفض أوامر الانسحاب مرات عدة ووصل لدرجة التهديد بوقف من يحاول التراجع بعقوبات صارمة. أُسر نهاية يناير 1943 . أثناء معركة فولشانسك-إيزيوم، قاد دفاعًا محليًا مع وحدة مدفعية وفرق حليفة.

## الأسر والوفاة
بعد الاستسلام، نُقل إلى موسكو وأسهم في المحاولة الألمانية المقاومة داخل أسرى ستالينغراد، لكنه رفض التعاون مع اللجنة الألمانية الحرة، بل كان متعنتًا في رفضه المحاكمات السوفيتية. توفّي في 9 فبراير 1944 بسبب السرطان في احد السجون في موسكو ودفن في كراسنوجورسك.

## الجوائز والأوسمة
حصل على:
- الصليب الحديدي (الدرجة الثانية ثم الأولى)
- وسام أردن هوهنزولرن مع سيوف
- وسام هامبورغ التجارية
- الصليب الشرفي لحرب 1914–1918
- النيشان التذكاري للطلائع الشرقية
- النيشان الذهبي للرايخ (23 أبريل 1942)
- فارس صليب الحديد مع أوراق بلوط (21 ديسمبر 1942)[10].

## التقييم التاريخي
يصفه المؤرخون بأنه "واحد من أكثر الضباط المثاليين ارتياباً وولاء للنظام النازي"، وقد عُرِف بشدّته وتطرفه رغم الجبهة الداهمة. مشاركته في ستالينغراد تبقى رمزًا للمقاومة المطلقة على الرغم من الفشل الكارثي.